# Vitis nesbittiana
Vitis nesbittiana là một loài thực vật hai lá mầm trong họ Nho. Loài này được Comeaux miêu tả khoa học đầu tiên năm 1987.